# 東尼獎戲劇貢獻獎
東尼獎戲劇貢獻獎是由美國戲劇協會在1990年，由東尼獎所設立的非競爭性獎項。此獎項頒給對戲劇有特殊貢獻，但並未能在東尼獎其他獎項中获奖的個人、機構或組織。一般而言此項榮譽，會在秋天公布得獎名單。 獲獎的個人或單位會被安排在另一個特殊的典禮上，讓得獎人或組織能得到應有的矚目。就像在美國戲劇雜誌Playbill 中所解釋的，"如同之前在東尼獎頒獎典禮上所說，自2003年以後，一个新的传统即將开始。去年，此項榮譽便在秋天宣布。"
第一位獲獎者是艾爾弗雷德·德雷克，表彰他對音樂劇的長期貢獻。

## 獲獎者
- 1990: 艾爾弗雷德·德雷克